# 広島県道456号下門田泉吉田線
広島県道456号下門田泉吉田線（ひろしまけんどう456ごう しもんでいずみよしだせん）は、広島県庄原市から三次市に至る一般県道である。

## 概要
庄原市高野町下門田から三次市君田町泉吉田に至る。

### 路線データ
- 起点：庄原市高野町下門田（広島県道39号三次高野線交点）
- 終点：三次市君田町泉吉田（広島県道39号三次高野線交点）
- 総延長：約35 km
- 冬期閉鎖区間：庄原市高野町高暮・藤淵橋 - 三次市君田町櫃田・神野瀬橋間（約13.9 km、12月15日 - 翌年3月15日）

## 路線状況
広島県道39号三次高野線から分かれ、合流する路線だが、遠回りになる上に、大型車の通行は困難である。

### 道路施設

#### 橋梁
- 灰山橋（神野瀬川、庄原市）

### 異常気象時通行規制区間
- 庄原市高野町高暮 - 三次市君田町泉吉田（終点）

## 地理

### 通過する自治体
- 庄原市
- 三次市

### 交差する道路
| 交差する道路                                       | 市町村名 | 交差する場所 | 交差する場所 |
| -------------------------------------------------- | -------- | ------------ | ------------ |
| 広島県道39号三次高野線                             | 庄原市   | 高野町下門田 | 起点         |
| 広島県道39号三次高野線 広島県道62号庄原作木線 重複 | 三次市   | 君田町泉吉田 | 終点         |

### 沿線
- 高暮ダム
- 神之瀬峡
- 沓ヶ原ダム
- りんご今日話国スキー場
- 道の駅ふぉレスト君田